# Pál Závada
Pál Závada (* 14. prosinec 1954, Tótkomlós) je maďarský spisovatel a sociolog. Díla Pála Závady se odehrávají ve slovenských vesnicích jihovýchodního Maďarska, odkud také pochází. Zatím největší ohlas vzbudil román Jadvižin polštář, který prostřednictvím tří vrstev deníkových záznamů zobrazuje osudy upadající rodiny z maďarského venkova. Knihy byla přeložena i do češtiny a slovenštiny a zfilmována.

## Dílo
Závada se na maďarské literární scéně začal prosazovat v 90. letech. Od roku 1990 působil jako redaktor časopisu Holmi a současně začal sbírat první ocenění a stipendia (mj. Stipendium Zsigmonda Móricze). Výrazně na sebe upozornil románem v deníkové formě Jadviga párnája (1997, Jadvižin polštář). Dílo o úpadku jednoho tajemného rodinného spojenectví je psané částečně békéšskou slovenštinu. Následovaly romány Milota (2002) a A fényképész utókora (Fotografovy příští generace, 2004), které společně s Jadvižiným polštářem tvoří volnou trilogii. Román Egy piaci nap (Jeden den na trhu, 2016), napsal autor na základě skutečných událostí a popisuje v něm židovské pogromy v Kunmadarasi. Text se dočkal kritikou oceňované divadelní adaptace v budapešťském divadle Radnóti Színház. Román Hajó a ködben (Loď v mlze, 2019) zachycuje skutečný příběh dědice ocelárenského impéria Manfréda Weisse a odehrává se na jaře roku 1944 v období deportace maďarských Židů.

## Přehled děl (výběr)
- Sociologie
  - Kulákprés (Lis na kulaky, 1986 a 1991)
  - Statárium (Stanné právo, 1989)
- Beletrie
  - Mielőtt elsötétül (1996, Než se setmí)
  - Jadviga párnája (1997, česky Jadvižin polštář, přel. Pavel Novotný, Argo 2002, ISBN 80-7203-454-5)
  - Milota (2002)
  - A fényképész utókora (2004, Fotografovy příští generace)
  - Wanderer. Úton a budaörsi temetőbe (2006, Wanderer. Na cestě na budaörský hřbitov)
  - Idegen testünk (2008, Naše cizí tělo)
  - 33 szlovák népmese (2010, 33 slovenských lidových pohádek)
  - Janka estéi (2012, Jančiny večery) – soubor tří autorových dramat: Jadviga párnája (dle stejnojmenného románu), Magyar ünnep (na motivy románu Idegen testünk) a Janka estéi (na motivy románu A fényképész utókora)
  - Természetes fény (2014, Přirozené světlo)
  - Egy piaci nap (2016, Jeden den na trhu)
  - Hajó a ködben (2019, Loď v mlze)